# Coupe d'Italie de rugby à XV 2015-2016
Navigation
Trofeo Eccellenza 2014-2015 Trofeo Eccellenza 2016-2017
La Coupe d'Italie de rugby à XV 2015-2016 oppose les équipes italiennes du Championnat d'Italie de rugby à XV, moins celles qui participent aux qualifications de l'European Rugby Challenge Cup 2015-2016. Cette compétition a été remodelée par la Fédération italienne de rugby à XV pour permettre aux clubs ne disputant pas l'European Rugby Challenge Cup de rester en activité. Ce mini-championnat est composé de deux groupes de trois équipes dont les vainqueurs s'opposent lors d'une finale.

## Participants
| Groupe A - Rugby Viadana - Amatori Rugby San Donà - Rugby Lyons Piacenza | Groupe B - Petrarca Rugby Padoue - Lazio Rugby 1927 - L'Aquila Rugby |  |

## Groupe A

### Classement
| Rang | Club           | J | V | N | D | Bo | Bd | Pm  | Pe  | Diff | Pts |
| ---- | -------------- | - | - | - | - | -- | -- | --- | --- | ---- | --- |
| 1    | Rugby Viadana  | 4 | 4 | 0 | 0 | 2  | 0  | 111 | 45  | +66  | 18  |
| 2    | San Donà       | 4 | 2 | 0 | 2 | 2  | 2  | 118 | 61  | +57  | 12  |
| 3    | Lyons Piacenza | 4 | 0 | 0 | 4 | 0  | 0  | 35  | 158 | -123 | 0   |

|  | Qualifié pour les demi-finales (no 1) |

### Détails des matchs
L'équipe qui reçoit est indiquée dans la colonne de gauche.
| Clubs          | VIA   | SAN   | LYO   |
| -------------- | ----- | ----- | ----- |
| Rugby Viadana  |       | 24-17 | 36-10 |
| San Donà       | 13-17 |       | 47-10 |
| Lyons Piacenza | 5-34  | 10-41 |       |

|  | Victoire à domicile |  | Match nul |  | Défaite à domicile |

## Groupe B

### Classement
| Rang | Club            | J | V | N | D | Bo | Bd | Pm  | Pe  | Diff | Pts |
| ---- | --------------- | - | - | - | - | -- | -- | --- | --- | ---- | --- |
| 1    | Petrarca Padoue | 4 | 4 | 0 | 0 | 3  | 0  | 165 | 39  | +126 | 19  |
| 2    | SS Lazio        | 4 | 2 | 0 | 2 | 1  | 0  | 54  | 117 | -63  | 9   |
| 3    | L'Aquila Rugby  | 4 | 0 | 0 | 4 | 1  | 1  | 66  | 129 | -63  | 2   |

|  | Qualifié pour les demi-finales (no 1) |

### Détails des matchs
L'équipe qui reçoit est indiquée dans la colonne de gauche.
| Clubs           | PAD   | LAZ   | AQU   |
| --------------- | ----- | ----- | ----- |
| Petrarca Padoue |       | 68-7  | 40-10 |
| Lazio Rugby     | 0-15  |       | 24-15 |
| L'Aquila Rugby  | 22-42 | 19-23 |       |

|  | Victoire à domicile |  | Match nul |  | Défaite à domicile |

### Finale
| 9 avril 2016 17 h 00 | Rugby Viadana                                      | 22 - 15 (3 - 9) | Petrarca Padoue | Stadio Arcoveggio, Bologne 1 200 spectateurs Arbitre : Schipani |
| 9 avril 2016 17 h 00 | Essai(s) : 1 Transformation(s) : 1 Pénalité(s) : 5 |                 | Pénalité(s) : 5 | Stadio Arcoveggio, Bologne 1 200 spectateurs Arbitre : Schipani |
| 9 avril 2016 17 h 00 |                                                    |                 |                 | Stadio Arcoveggio, Bologne 1 200 spectateurs Arbitre : Schipani |